# Ібаданський університет
Ібаданський університет (англ. University of Ibadan) — один із найстаріших університетів Нігерії, відомий навчальний, науковий та інтелектуальний заклад неарабської зони Нігерії. Розташований на південному заході країни в 8-ми км від центру міста Ібадан в штаті Ойо.
Користується репутацією одного з найпрестижніших африканських вищих навчальних закладів і інтелектуальних центрів на південь від Сахари. Запозичена у Заходу англосакська традиція дозволила йому динамічно розвиватися.
Ібаданський університет має добре розвинену інфраструктуру освіти, під його егідою виходить у світ велика кількість наукових періодичних видань, журналів та збірок.

## Історія
Заснований 17 листопада 1948 року як Ібаданський коледж на базі Лондонського університету англ. University College, Ibadan). Для організації коледжу вожді Ібадана виділили колоніальній владі землю на 999 років.
У 1962 році отримав статус університету. Перший прем'єр-міністр незалежної Нігерії Абубакар Тафава Балева в 1963 році став першим ректором Ібаданського університету.
У 1948 році тут навчалися 144 студенти. Кількість викладачів і що навчаються постійно збільшується — у 2005/2006 навчальному році їх було близько 18 000 осіб, у тому числі 35 % аспірантів і 65 % студентів.

## Факультети
- Сільського та лісового господарства
- Гуманітарний
- Медичних наук
- Клінічних наук
- Стоматологічний
- Педагогічний
- Юридичний
- Фармакологічний
- Громадської охорони здоров'я
- Точних наук
- Соціологічний
- Технологічний
- Ветеринарний
- Машинобудівний

## Інститути
При університеті створені:
- Африканський регіональний центр інформатики
- Центр світу і врегулювання конфліктів
- Центр міського і регіонального планування
- Інститут африканських досліджень
- Інститут освіти

## Відомі викладачі
- Воле Шоїнка
- Олумбе Бассір
- Кей Уільямсон
- Христина Гаммил

## Відомі випускники
- Воле Шоїнка
- Чинуа Ачебе
- Емека Аніаоку
- Джон Пеппер Кларк
- Кен Саро-Віва